# 市場町尾開
市場町尾開（いちばちょうおばり）は、徳島県阿波市の大字。2010年10月1日現在の人口は410人、世帯数は136世帯。郵便番号は〒771-1621。

## 地理
阿波市の中央部に位置。西は日開谷川を挟んで市場町上喜来、南は市場町市場、東は市場町切幡、北は土成町浦池に接する。
当地は河岸段丘上にあり、上喜来・市場などからみると一段と高いところに位置している。谷間にはカスミサンショウウオが生息している。広域営農団地農道を北上すると農林水産省のため池百選に選定されている金清池がある。

### 河川
- 日開谷川
- 金清川

### 小字
- 蛭子
- 金清向
- 金清
- 高西
- 栩谷
- 日吉
- 八坂

## 歴史
- 2005年（平成17年）4月1日 - 阿波郡市場町が阿波町・板野郡土成町・吉野町と合併して阿波市となり、住所表記は「阿波郡市場町大字尾開字（字名）」から「阿波市（字名）」（蛭子・日吉は、阿波市内での住所表記重複を避けるためそれぞれ尾開蛭子・尾開日吉）となる。
- 2007年（平成19年）1月1日 - 住所表記を「阿波市市場町尾開字（字名）」に変更（尾開蛭子は「尾開字蛭子」、尾開日吉は「尾開字日吉」）し、現在の表記となる。

## 施設
- 金清池 - 農林水産省のため池百選選定
- 金清自然公園 - とくしま88景選定
- 尾開のクロガネモ - 徳島県指定天然記念物

かつて存在した施設
- 金清温泉 白鳥荘 - 2014年に閉館

## 交通

### 道路
高速道路
- 徳島自動車道

都道府県道
- 香川県道・徳島県道2号津田川島線
- 徳島県道246号仁賀木山瀬停車場線